# Dunette
Cet article possède un paronyme, voir Dunnett.

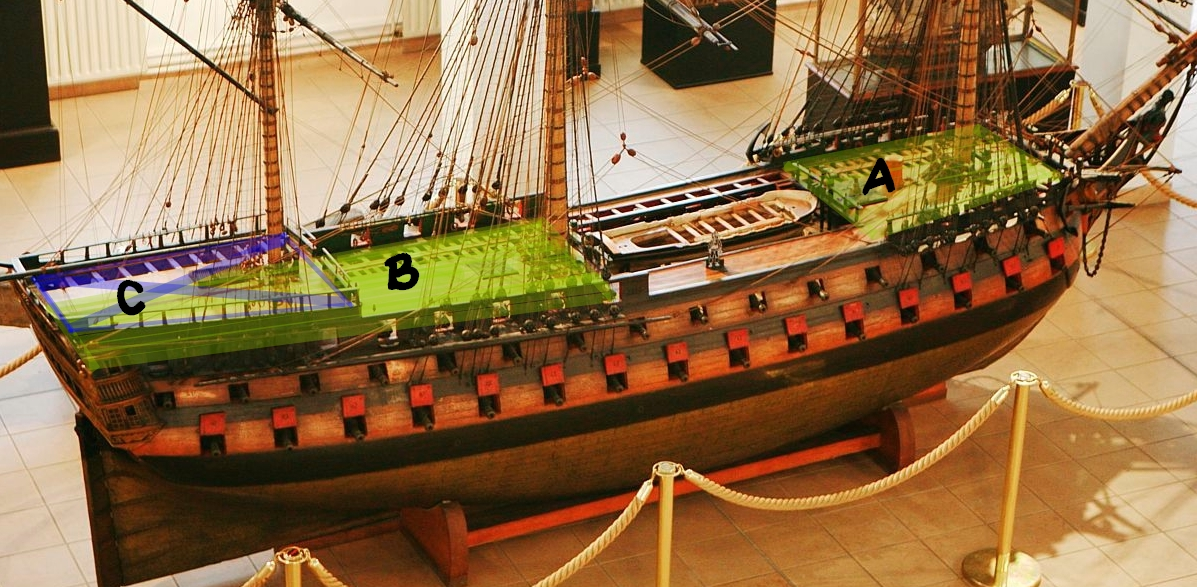
Gaillards et dunette d'un vaisseau du XVIIIe siècle : A gaillard d'avant, B gaillard d'arrière, C dunette (en bleu) couvrant partiellement le gaillard d'arrière.

La dunette est la partie surélevée du gaillard arrière d’un vaisseau et qui s'étend sur toute sa largeur. Dans la marine à voile, elle sert au logement des officiers et des éventuels passagers. S’y trouve aussi la chambre de l’état-major, notamment celle du capitaine. La dunette peut elle-même être surmontée par une demi-dunette (entre le milieu et la fin du XVIIe siècle).

## Description

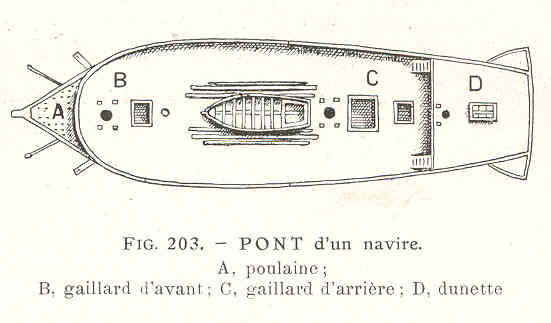
Schéma du pont d'un navire. La dunette porte la mention « D ».

En raison de sa hauteur, c’est de là que l’on voit le mieux la houle, ce qui explique son nom. Au XVIIe siècle, la houle est couramment appelée la dune, du hollandais duin. C’est pour cette raison que le capitaine, outre le fait que c’est de là qu’il donne ses ordres, n’est jamais mouillé par les vagues qu’il regarde « à plaisir, sans en être incommodé » écrit en 1643 le père Fournier. La dunette peut ou non se terminer en balcon ou galerie.
La dunette couvre le gaillard d’arrière à partir du mât d’artimon. Elle est entourée d’une solide balustrade, mais ne constitue pas, contrairement à ce qui a été longtemps affirmé, un espace sacro-saint strictement réservé au commandant. C’est d’abord une plate-forme de manœuvre, dont les postes sont peu prisés par l’équipage, parce qu’il faut travailler sous l’œil inquisiteur des officiers majors, les saluer respectueusement, bien se tenir, ne pas bavarder et encore moins jurer (ce qui est très difficile pour les gens de marine), s’habiller plus proprement qu’au gaillard d’avant et se priver d’un temps de repos, voire d’une petite sieste quand il n’y a pourtant rien d’autre à faire. 
La dunette est aussi la basse-cour du navire, puisqu’on y met les grandes cages à volailles contenant des dizaines de poules, poulets, canards et pigeons, un matelot – le volailler – étant préposé à la nourriture de ces oiseaux et à l’entretien de leur abri. C’est là enfin où les officiers font le point avec leurs instruments. Cependant, ces derniers évitent plutôt de monter sur la dunette quand le commandant (qu’ils surnomment volontiers le « vieux ») s’y promène ; ou alors, ils se postent toujours par déférence sur le bord opposé, sauf si le capitaine leur demande de venir au rapport. Au combat, c’est de la dunette que le commandant donne ses ordres, ce qui fait de lui, en cas de combat rapproché, une cible de choix pour la mousqueterie ou la mitraille. Les commandants blessés ou tués sur leur dunette au XVIIe – XVIIIe siècle sont innombrables.
Il arrivait qu'on coupe la dunette pour alléger le vaisseau dans ses hauts et ôter cette résistance à l'effort du vent sous l'allure du plus près; on dit alors que le vaisseau est rasé de sa dunette; le vaisseau est dit « rasé ».

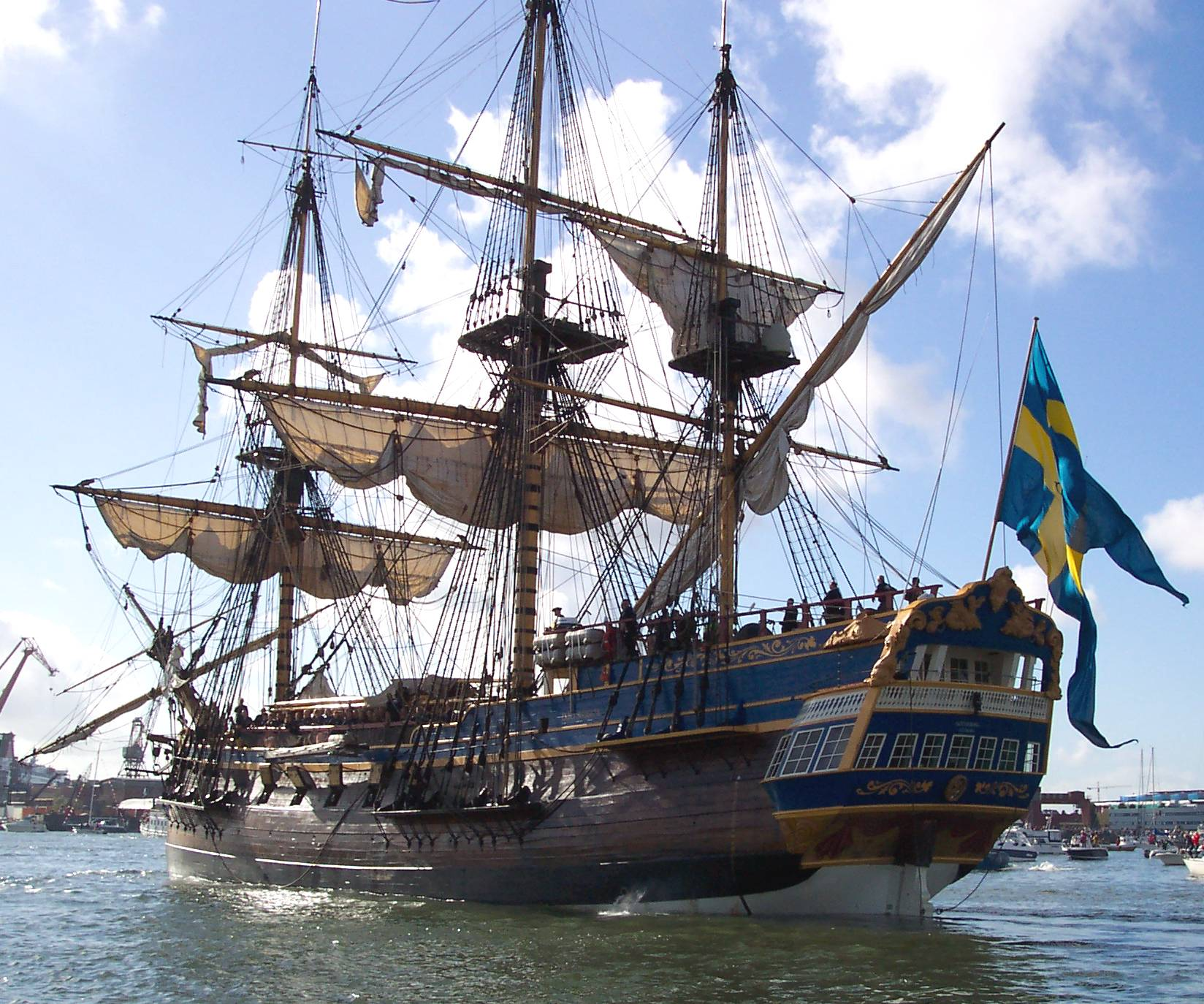
Un vaisseau du XVIIIe siècle au château arrière richement décoré. La dunette en constitue la plate-forme supérieure et donne accès au logement du commandant.
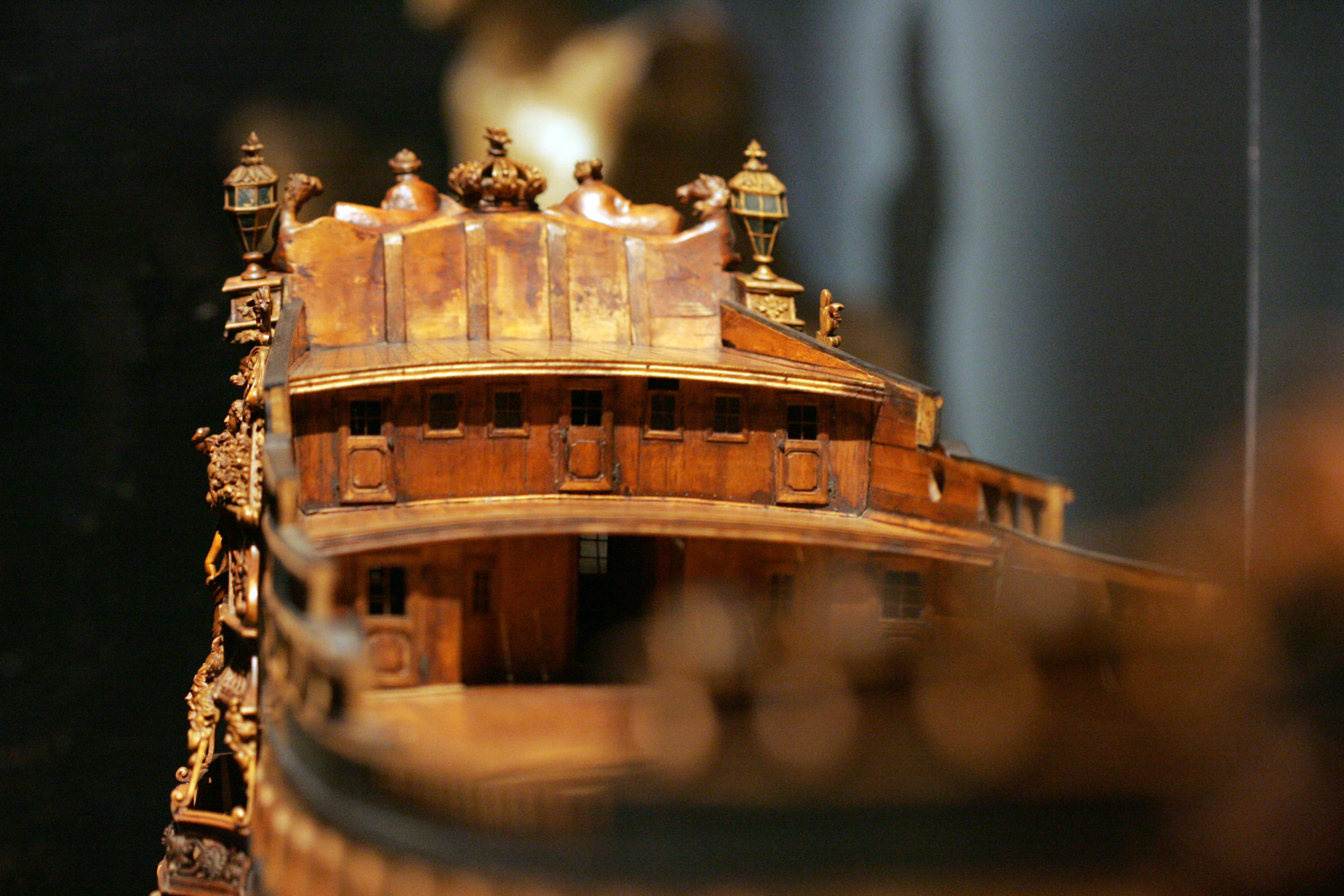
La dunette du Soleil Royal, vaisseau amiral de la flotte de Louis XIV. Contrairement à une légende tenace, la dunette n'est pas inaccessible aux non-officiers.
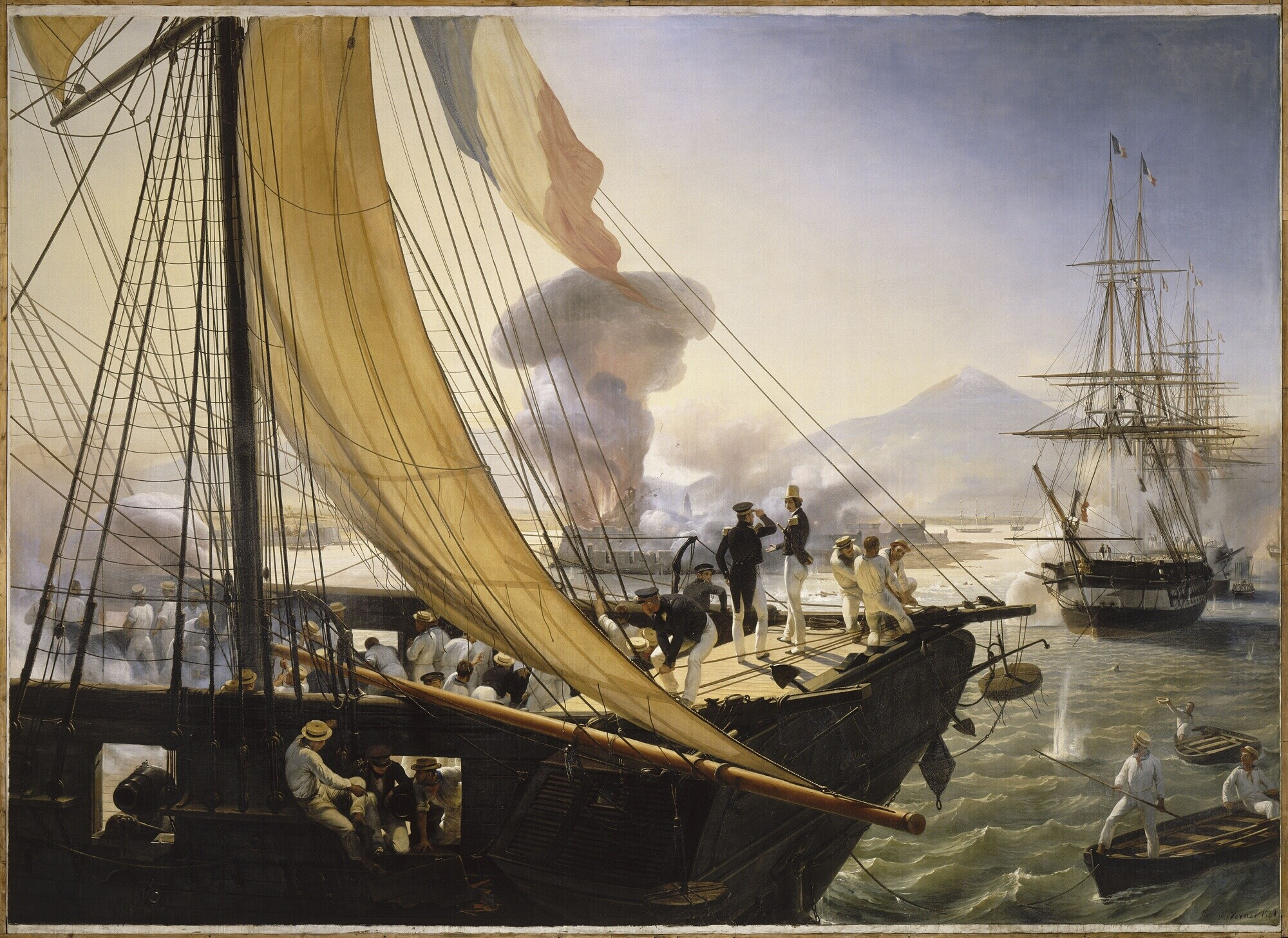
C’est depuis la dunette que le commandant donne ses ordres et observe le combat, comme ici le prince de Joinville sur la corvette La Créole en 1838.
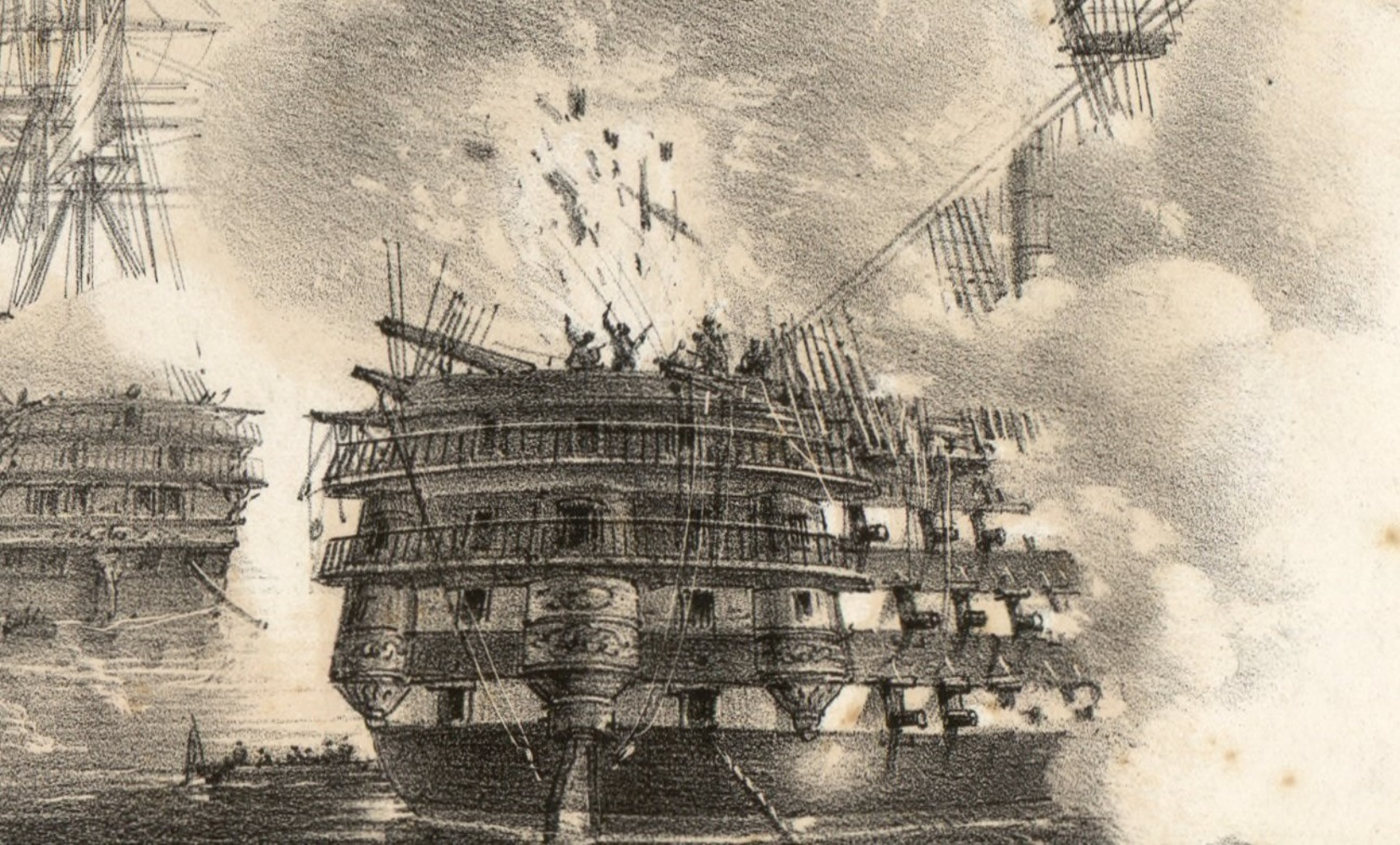
Coup au but sur la dunette du Ville de Paris en 1854. Jusqu’à la fin de la marine de guerre à voile, le commandant doit s’exposer aux tirs ennemis sur sa dunette.

### Sources et bibliographie
: document utilisé comme source pour la rédaction de cet article.
- Pierre-Marie-Joseph de Bonnefoux, Dictionnaire de marine à voiles et à vapeur., Athus Bertrand, 1859 (lire en ligne)  ;
- Michel Vergé-Franceschi (dir.), Dictionnaire d’Histoire maritime, Paris, éditions Robert Laffont, coll. « Bouquins », 2002, 1508 p. (ISBN 2-221-08751-8 et 2-221-09744-0)  ;
- Martine Acerra et André Zysberg, L’essor des marines de guerre européennes : 1680-1790, Paris, éditions SEDES, coll. « Regards sur l'histoire », 1997, 298 p. (ISBN 2-7181-9515-0)  ;
- Dominique Paulet et Dominique Presles, Architecture navale, connaissance et pratique [détail des éditions]
- Jean Merrien, Dictionnaire de la mer : le langage des marins, la pratique de la voile, R. Laffont, 1958, XIV-647 p.Réédité en 2001 puis en 2014 sous le titre Dictionnaire de la mer : savoir-faire, traditions, vocabulaires-techniques, Omnibus, XXIV-861 p.,  (ISBN 978-2-258-11327-5)